# Into the Unknown (песня)
«Into the Unknown» (в русской версии — Вновь за горизонт) — песня певицы Идины Мензел (в русской версии — Анны Бутурлиной) из мультфильма студии Disney «Холодное сердце 2». Песню написали Кристен Андерсон-Лопес и Роберт Лопес.

## Реакция критиков
Песня была представлена публике как песня Let It Go из Холодного сердца 2. Slate утверждает, что песня была «создана для того, чтобы доставить ту же эйфорию внутренней борьбы, за которой следует катарсическое освобождение». Daily Telegraph предположила, что у неё те же броские качества, что и у её предшественника, но время покажет, воспримут ли его молодые поклонники мультфильма как хит.

## Награды
| Награда                             | Категория                         | Результат |
| ----------------------------------- | --------------------------------- | --------- |
| Оскар                               | Лучшая оригинальная песня         | Номинация |
| Премия «Выбор критиков»             | Лучшая песня                      | Номинация |
| Georgia Film Critics Association    | Лучшая оригинальная песня         | Номинация |
| Золотой глобус                      | Лучшая оригинальная песня         | Номинация |
| Грэмми                              | Лучшая песня, написанная к фильму | Номинация |
| Hollywood Critics Association       | Лучшая оригинальная песня         | Номинация |
| Houston Film Critics Society        | Лучшая оригинальная песня         | Номинация |
| Hollywood Music in Media Awards     | Лучшая оригинальная песня         | Номинация |
| Phoenix Film Critics Society Awards | Лучшая оригинальная песня         | Победа    |
| Спутник                             | Лучшая оригинальная песня         | Номинация |

## Чарты
| Чарт (2019—2020)                           | Высшая позиция |
| ------------------------------------------ | -------------- |
| Australia Digital Tracks (ARIA)            | 32             |
| Бельгия/Фландрия (Ultratip Bubbling Under) | 15             |
| Канада (Billboard Canadian Hot 100)        | 39             |
| Ирландия (IRMA)                            | 31             |
| Япония (Billboard Japan Hot 100)           | 41             |
| Malaysia (RIM)                             | 7              |
| New Zealand Hot Singles (RMNZ)             | 4              |
| Шотландия (OCC Scotland)                   | 12             |
| Singapore (RIAS)                           | 5              |
| South Korea (Gaon)                         | 2              |
| Великобритания (OCC UK Singles)            | 19             |
| США (Billboard Hot 100)                    | 46             |
| US Kid Digital Songs Sales (Billboard)     | 1              |
| US Rolling Stone Top 100                   | 22             |

## Сертификации
| Регион                                                                      | Сертификация | Продажи |
| --------------------------------------------------------------------------- | ------------ | ------- |
| Канада (Music Canada)                                                       | Платиновый   | 80 000  |
| Великобритания (BPI)                                                        | Платиновый   | 600 000 |
| Данные о продажах + прослушиваниях приведены только на основе сертификации. |              |         |

## Версия Panic! at the Disco

### Чарты
| Чарт (2019—2020)                           | Высшая позиция |
| ------------------------------------------ | -------------- |
| Australia Digital Tracks (ARIA)            | 32             |
| Бельгия/Фландрия (Ultratip Bubbling Under) | 15             |
| Канада (Billboard Canadian Hot 100)        | 39             |
| Ирландия (IRMA)                            | 31             |
| Япония (Billboard Japan Hot 100)           | 41             |
| Malaysia (RIM)                             | 7              |
| New Zealand Hot Singles (RMNZ)             | 4              |
| Шотландия (OCC Scotland)                   | 12             |
| Singapore (RIAS)                           | 5              |
| South Korea (Gaon)                         | 2              |
| Великобритания (OCC UK Singles)            | 19             |
| США (Billboard Hot 100)                    | 46             |
| US Kid Digital Songs Sales (Billboard)     | 1              |
| US Rolling Stone Top 100                   | 22             |

### Сертификации
| Регион                                                                      | Сертификация | Продажи |
| --------------------------------------------------------------------------- | ------------ | ------- |
| Великобритания (BPI)                                                        | Серебряный   | 200 000 |
| Данные о продажах + прослушиваниях приведены только на основе сертификации. |              |         |